# Jan Malmsjö
Jan Wilhelm Malmsjö (Lund, 29 mei 1932) is een Zweeds acteur en zanger.

## Biografie
Malmsjö studeerde van 1950 tot 1953 aan de gerenommeerde toneelschool van het Kungliga Dramatiska Teatern van Stockholm. Sinds 1953 behoort hij tot het ensemble van de koninklijke schouwburg. Bij het internationale publiek is Malmsjö vooral bekend in de rol van bisschop Vergérus in de film Fanny och Alexander (1982) van Ingmar Bergman. In 1986 ontving hij de Zweedse koninklijke onderscheiding Litteris et Artibus.

## Privé
Malmsjö was van 1953 tot en met 1964 getrouwd, en was van 1966 tot en met 1968 opnieuw getrouwd met actrice Barrie Chase. In 1974 is hij opnieuw getrouwd met actrice Marie Göranzon, en is vader van vijf kinderen waaronder acteur Jonas.

## Filmografie (selectie)
- 1966: Torn Curtain
- 1972: Bröderna Malm
- 1973: Scener ur ett äktenskap
- 1982: Fanny och Alexander
- 1986: Peter the Great
- 1997: Jag är din krigare
- 1998: Den tatuerade änkan
- 2009: Den japanska Shungamålningen